# 博氏片鱂脂鯉
博氏片鱂脂鯉，為輻鰭魚綱脂鯉目脂鯉亞目鱂脂鯉科的其一種，分布於中美洲哥斯大黎加 Grande de Térraba及Coto河流域，體長可達11.8公分，棲息水流快速的溪流，以昆蟲為食，生活習性不明。